# Desa Mulyasari (administrativ by i Indonesien, Jawa Barat, lat -6,75, long 107,22)
Desa Mulyasari är en administrativ by i Indonesien.   Den ligger i provinsen Jawa Barat, i den västra delen av landet, 70 km sydost om huvudstaden Jakarta.